# پماریکو
پماریکو (به ایتالیایی: Pomarico) یک کومونه در ایتالیا است که در استان ماترا واقع شده‌است. پماریکو ۱۲۸ کیلومتر مربع مساحت و ۴٬۴۵۱ نفر جمعیت دارد و ۴۵۹ متر بالاتر از سطح دریا واقع شده‌است.